# Międzyrzecze (Poméranie-Occidentale)
Pour les articles homonymes, voir Międzyrzecze.
Międzyrzecze est une localité polonaise de la gmina rurale de Sławoborze située dans le powiat de Świdwin en voïvodie de Poméranie-Occidentale. Elle se trouve à environ 13 km au nord de Świdwin et 92 km au nord-est de la capitale régionale Szczecin.

## Géographie

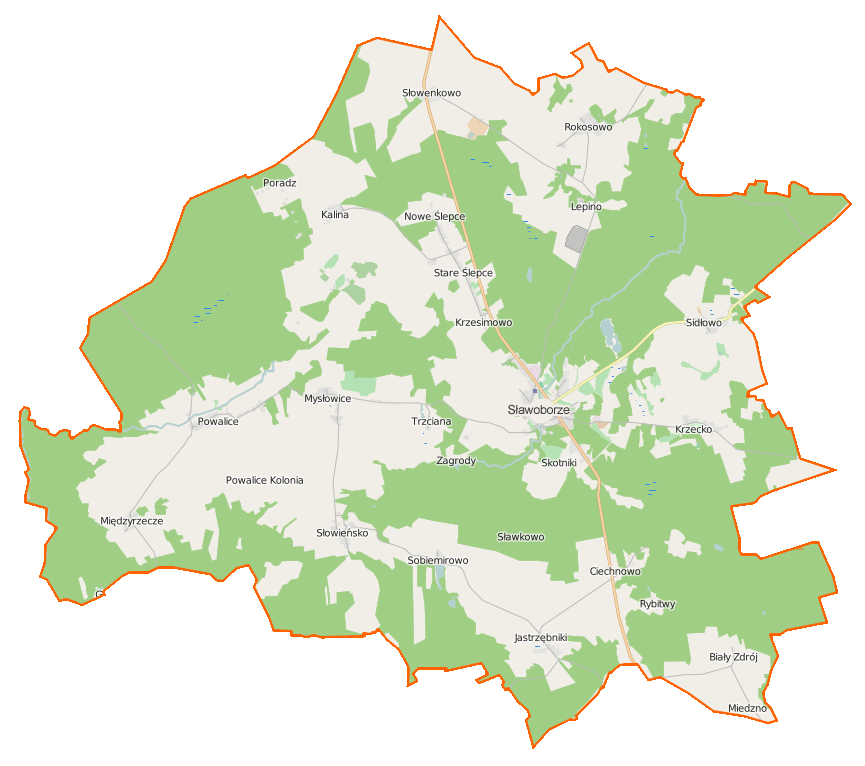
Carte de la gmina de Sławoborze.